# Tanytarsus bathophilus
Tanytarsus bathophilus är en tvåvingeart som beskrevs av Jean-Jacques Kieffer 1911. Tanytarsus bathophilus ingår i släktet Tanytarsus och familjen fjädermyggor. Arten är reproducerande i Sverige. Inga underarter finns listade i Catalogue of Life.